# Luke Williams (beisbolista)
Lucas Daniel Williams (Park Ridge, Illinois, 9 de agosto de 1996), más conocido como Luke Williams, es un jugador profesional estadounidense de béisbol que se desempeña en la posición de jardinero izquierdo en Atlanta Braves, equipo de las Grandes Ligas de Béisbol (MLB).

## Carrera
Williams hizo su debut en la MLB con el equipo Philadelphia Phillies, en el cual jugó una temporada (2021), después pasó a San Francisco Giants (2022), luego a Miami Marlins (2022), posteriormente a Los Angeles Dodgers (2023), y finalmente, a Atlanta Braves, donde lleva jugando dos temporadas.